# Машти
Машти (пол. Maszty, нім. Masten) — село в Польщі, у гміні Піш Піського повіту Вармінсько-Мазурського воєводства.
Населення — 38 осіб (2011).
У 1975-1998 роках село належало до Сувальського воєводства.

## Демографія
Демографічна структура станом на 31 березня 2011 року:
|          | Загалом | Допрацездатний вік | Працездатний вік | Постпрацездатний вік |
| -------- | ------- | ------------------ | ---------------- | -------------------- |
| Чоловіки | 21      | 6                  | 14               | 1                    |
| Жінки    | 17      | 4                  | 10               | 3                    |
| Разом    | 38      | 10                 | 24               | 4                    |